# Маниправала

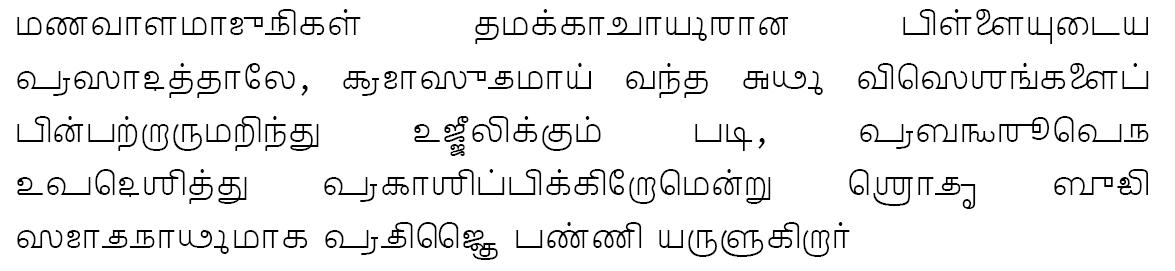
Образец маниправала: санскритизированный тамильский язык Южной Индии

Маниправа́ла (IAST: Maṇipravāḷam, мал.: മണിപ്രവാളം, там.: மணிப்பிரவாள நடை) — санскритизированный тамильский язык, встречающийся в рукописях Южной Индии. Маниправала представляет собой гибридный язык, сочетающий лексику санскрита и морфосинтаксис тамильского языка.

## Этимология
Название происходит от сочетания слов «мани» (на санскрите मणि)), то есть «драгоценный камень, рубин», и «правала» (प्रवाल), «коралл». Считается, что гибридный язык возник под влиянием санскритской или тамильской литературы, грамматики и поэтики. В настоящее время термин «маниправала» применяют, прежде всего, к литературе шри-вайшнавизма, возникшей между XII и XV веками. Кроме того, на языке маниправала встречаются некоторые произведения джайнов.

## Происхождение
Происхождение гибридного языка приписывают поэту Толану при дворе правителя-альвара Кулашекхара в IX веке. Первое упоминание маниправала можно встретить в грамматическом сочинении «Вирачолиям» Вирарадженрды Чолана, жившего в XI столетии. В нём автор рассматривает два термина: «виравиял» (viraviyal), под которым понимаются вкрапления слогов на санскрите в тамильский язык и «маниправала», то есть включение целых слов на санскрите в тамильский. Грамматик XIV века Лилатилакама (IAST: Līlātilakam) утверждал, что маниправала — это язык, в котором тамильский и санскрит сочетаются вместе как рубины и красные кораллы, без малейшего следа каких-либо различий. Он живописует, что маниправала должен радовать сердце эстета отсутствием поэтических ошибок, наличием поэтических добродетелей и избирательным прикосновением к поэтическим украшениям и чувствам.

## Ранний маниправала
В качестве раннего маниправала обычно рассматривают девять беллетристических текстов, изображающих средневековую Южную Индию с её местным колоритом и вниманием к жизни куртизанок и их храмовой среде. Все они представляют собой сборники стихов, например, о жизни богатых и преуспевающих женщин, наставления матери своей дочери в потомственном ремесле, описание храмового города, о женском празднике в честь бога Луны Чандра и пр. По всей видимости, стихи могли читаться при храмах в качестве развлечений. Эти тексты имеют общие тематические и лингвистические аспекты, которые не всегда присутствуют в более поздних работах на маниправала. Однако всех их объединяет одно — они написаны до того, как маниправала стал общепринятым языком рукописей брахманов в XV—XVI веках. Ответить о происхождении первых произведений на маниправала не так просто. В большинстве случаев представления о ранних сочинениях основаны на отдельных рукописях, не содержащих авторских сведений. Тем не менее, историки и литературные критики, работавшие в первой половине XX века, предполагают, что литература на маниправала возникла в среде южноиндийских брахманов. В частности, считается, что язык зародился в подкасте намбудири, — малайских брахманов, уроженцев Кералы, — и получил популярность между V и VIII веками.
| Оригинал (IAST)                                                                   | Перевод |
| --------------------------------------------------------------------------------- | --- |
| maṇipravāla-vidyeyaṃ pāṭhakeṣv avatiṣṭate lamba-śipri-parīvārā mahiḷāḷi-mahāspadā | Науку маниправала можно найти в народных повествованиях. Его сторонники, носящие свисающие головные уборы, [рассказывают] о грандиозных женских похождениях. |

## Поздний маниправала
Если говорить о последующем применении маниправала в вайшнавской литературе, то термин использовался уже в позднем вайшнавизме. Первые учителя шри-вайшнавизма не применяли его по отношению к своим произведениям. Существует несколько мнений, почему учителя шри-вайшнавизма использовали гибридный язык. Одни полагают, что это был ход, чтобы узаконить приравнивание тамильских стихов альваров к Ведам, сочинённым на санскрите. Ведь наиболее выдающийся альвар, Наммальвар, был выходцем из низшей касты шудр, с её характерным просторечием народного языка. Использование теологической лексики на санскрите и включение цитат из санскритских праманов («авторитетных свидетельств»), таких как Веды и Упанишады, усиливают уравнение обоих источников.
Другие полагают, что ачарьи вслед за альварами, ценившими оба языка, выбрали маниправала, чтобы их философия, черпавшая идеи из традиций обоих языков, могла достигнуть все касты или социальные группы. Для них комбинация санскрита и тамильского языка была всего лишь удобным способом донести свои возвышенные идеи до аудитории, не знающей храмовый язык брахманов, прежде всего, женщин и представителей других каст. Теологическая лексика на санскрите сохранилась ради поддержания точности ключевых понятий. В то же время морфо-синтаксис остался тамильским.
Наконец, третьи считают, что гибридный язык с его специфическими понятиями являлся средством защиты. Он представлял собой своеобразный языковой шифр и предназначался для удержания посторонних на социальной дистанции. Языковая преграда служила средством защиты культурных ценностей от неправильного понимания «чужаками» и позволяла поддерживать эзотерический оттенок священных текстов. В любом случае, какой бы ни была причина выбора маниправала, она придавала определённый колорит шри-вайшнавизму.
Смешение тамильского и санскрита происходило на протяжении длительного периода времени, что в конечном счёте завершилось формированием нового языка. Использование языка началось с написания комментариев, затем перешло к сочинениям, известных как рахасья-грантхи («скрытые книги», предназначенные для узкого круга посвящённых). Перияваччан Пиллаи стал первым, кто сочинил оригинальную прозу на маниправала. Первый комментатор на маниправала, Тируккурукай Пиран Пиллан, использовал сильно санскритизированный маниправала в соотношении 4:2 в пользу санскрита. Более поздние ачарьи, такие как Перияваккан Пиллаи, восстановили баланс между двумя языками, причём тамильский даже чаще преобладал. В ходе эволюции языка некоторые санскритские слова и выражения приобрели новый смысл или, по крайней мере, оттенок. Например, «Пуруша-карабхутай», понимаемая как «посредница», в контексте вайшнавской литературы стала синонимом богини Лакшми — тем самым, маниправала служил для продвижения философских идей.